# Bier in Kroatië
Bier is in Kroatië de populairste drank. Met een bierconsumptie van 78 liter per inwoner (2012) staat het land op de 14de plaats in de wereld. Circa 90% van de bierproductie wordt in eigen land verkocht en de populairste soorten zijn blonde lagers. Tijdens de klassieke oudheid en de middeleeuwen is er weinig sprake over bierindustrie in Kroatië. De populariteit groeide in de 18de eeuw en productie op grote schaal was er pas vanaf einde van de 19de eeuw. Tegenwoordig heeft de brouwnijverheid groot economisch belang in het land met een omzet van 327 miljoen euro (2012).
Er zijn zes grote commerciële brouwerijen in het land die 90% van de bieren brouwen en een vijftiental microbrouwerijen en brouwcafés. Een aantal van de grote brouwerijen is in handen van de grote buitenlandse brouwerijgroepen.
Sinds 2011 wordt Radler (bier gemixt met limonade) steeds populairder in Kroatië met een marktaandeel van 10% van de totale bieromzet.

## Cijfers 2012
- Bierproductie: 3,634 miljoen hl
- Export: 646.000 hl
- Import: 438.000 hl
- Bierconsumptie: 3,411 miljoen hl
- Bierconsumptie per inwoner: 78 liter
- Actieve brouwerijen: 6 (commerciële)[3]

## Brouwerijen
De zes grootste:
- Zagrebačka pivovara (eigendom van Molson Coors)
- Carlsberg Croatia (eigendom van de Carlsberg Group)
- Karlovačka pivovara (eigendom van Heineken)
- Buzetska pivovara
- Osječka pivovara
- Daruvarska pivovara

## Bieren
- Ožujsko
- Karlovačko
- Pan
- Favorit
- Ošjecko
- Staročeško

## Bierfestivals
- Het "Karlovac bierfestival" (Karlovačko Festivalsko Pivo) is het grootste bierfestival en wordt gedurende tien dagen gehouden einde augustus, begin september in Karlovac aan de rechteroever van de Korana. Deze "dagen van het bier" (Dani Piva) trekken jaarlijks 200.000 bezoekers.